# Oost-Thürings voetbalkampioenschap 1931/32
In 1931/32 werd het achttiende voetbalkampioenschap van Oost-Thüringen gespeeld, dat georganiseerd werd door de Midden-Duitse voetbalbond. SC Apolda werd kampioen en plaatste zich voor de Midden-Duitse eindronde. De club versloeg VfL 1911 Bitterfeld, VfL Olympia 08 Duderstadt en verloor dan van SC Wacker Leipzig. 

## Gauliga
| Plaatsa | Club                      | Wed. | W  | G | V  | Saldo | Ptn.  |
| ------- | ------------------------- | ---- | -- | - | -- | ----- | ----- |
| 1.      | SC Apolda                 | 18   | 12 | 3 | 3  | 70:32 | 27:9  |
| 2.      | 1. Jenaer SV 03           | 18   | 12 | 1 | 5  | 53:22 | 25:11 |
| 3.      | VfB 1910 Apolda           | 18   | 10 | 3 | 5  | 53:33 | 23:13 |
| 4.      | VfB Rudolstadt            | 18   | 10 | 3 | 5  | 54:41 | 23:13 |
| 5.      | VfL 1906 Saalfeld         | 18   | 9  | 2 | 7  | 45:36 | 20:16 |
| 6.      | SV 1910 Kahla             | 18   | 8  | 3 | 7  | 52:55 | 19:17 |
| 7.      | VfL/MSV Richthofen Weimar | 18   | 5  | 3 | 10 | 37:60 | 13:23 |
| 8.      | VfB Jena 1911             | 18   | 5  | 2 | 11 | 33:55 | 12:24 |
| 9.      | SC 1903 Weimar            | 18   | 5  | 1 | 12 | 30:45 | 11:25 |
| 10.     | VfB Oberweimar            | 18   | 1  | 3 | 14 | 28:76 | 5:31  |

|  | Kampioen, geplaatst voor Midden-Duitse eindronde |
|  | Degradatie                                       |